# Суюнов, Эльдорбек Алимович
Эльдорбек Алимович Суюнов (узб. Eldorbek Olimovich Suyunov; род. 12 апреля 1991 года; Касан, Узбекская ССР, СССР) — узбекистанский футболист, вратарь клуба «Нефтчи (Фергана)» и национальной сборной Узбекистана.

## Клубная карьера
Эльдорбек Суюнов обучался футболу в академии «машала». С 2008 года он выступал в составе молодёжной команды каршинского «Насафа». Во время выступления за «молодёжку», он привлек внимание тогдашнего главного тренера «Насафа» — Анатолия Демьяненко и вскоре он стал членом главной команды.

## Карьера в сборной
С 2011 года и до сегодняшнего времени, Эльдорбек Суюнов играл в составе «Насафа» в пятидесяти одном матче. В 2013 году он также привлек внимание тренеров национальной сборной Узбекистана и вскоре он выступал в составе сборной в матчах квалификационного турнира на Кубок Азии 2015. В 2015 году он также вошёл в список футболистов которые будут выступать в составе сборной Узбекистана в Кубке Азии 2015 в Австралии. По состоянию на январь 2015 года, Суюнов играл в составе сборной в одиннадцати матчах.

## Достижения
- Вице-чемпион Узбекистана: 2011
- Бронзовый призёр Чемпионата Узбекистана: 2013, 2014
- Финалист Кубка Узбекистана: 2011, 2012, 2013, 2024
- Обладатель Кубка АФК: 2011